# Bovport
En bovport er den forreste port (åbning) på en færge der medbringer køretøjer på et vogndæk i terrænhøjde. Åbningen i den modsatte ende hedder en agterport.
På bilfærger er den oftest opbygget så spidsen af skibet (boven) løftes op, og der inden under er en lodret rampe der sænkes ned på et landanlæg. På togfærger findes den inderste rampe normalt ikke, men landanlægget er mere avanceret og kan tilpasses så sporene passer præcist.
Efter M/S Estonias forlis i september 1994 blev det vedtaget at bovporten på alle Østersøgående skibe skulle sikres, så vogndækket holdt tæt selvom den yderste bovport blev revet af i et forlis. Ved Estonias forlis ramte en bølge forkert og rev den yderste bovport af, men på grund af opbygningen blev den inderste bovport revet i stykker af den yderste, hvorved vogndækket fyldtes med vand og færgen sank.